# Škale
Škale – wieś w Słowenii, w gminie miejskiej Velenje. W 2018 roku liczyła 874 mieszkańców. 